# Wilbur Scoville

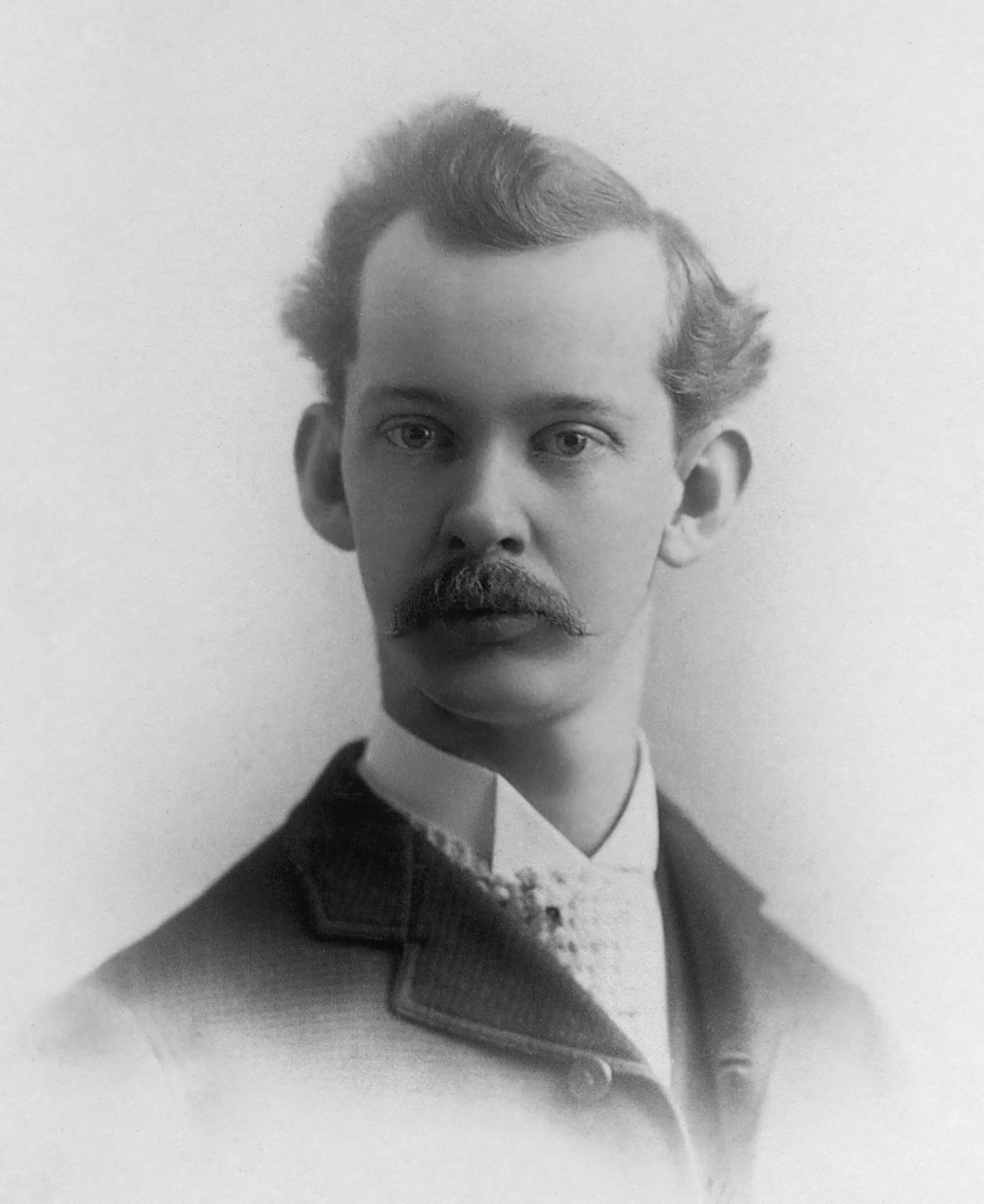
Wilbur Scoville, 1910.

Wilbur Lincoln Scoville, född 22 januari 1865 i Bridgeport, Connecticut, död 10 mars 1942 i Gainesville, Florida, var en amerikansk farmakolog. 1912 uppfann han scovilleskalan som mäter den upplevda hettan orsakad av förekomsten av capsaicin i födoämnen, speciellt chilipeppar.